# Лон (Тренто)
Лон је насеље у Италији у округу Тренто, региону Трентино-Јужни Тирол.
Према процени из 2011. у насељу је живело 122 становника. Насеље се налази на надморској висини од 539 м.